# 周小斌
周小斌（1962年12月28日—），中国演员。黑龙江省齐齐哈尔人，获第九届电影频道数字电影百合奖“电视电影十年·观众最喜爱的喜剧类电视电影男演员”奖。

## 生平
1962年出生于黑龙江，后在父亲等人的影响下，开始对影视剧产生兴趣。1979年考入齐齐哈尔话剧团学员班。
后在1993年考入中央戏剧学院，同年出演了其的第一部作品《炮兵少校》，他在该作饰演一位军官。
2002年出演电视剧《炊事班的故事》，并被观众熟知。
2005年其女儿出生。

## 荣誉
- 2004，获得第16届全军电视剧“金星奖”优秀演员奖。[3]同年又获得第10届中国电影华表奖优秀男演员奖。[4]
- 2005年获得第12届北京大学生电影节最佳男演员奖提名。
- 2006年获得第6届电视电影百合奖优秀男演员奖[5]
- 2009年在第9届电视电影百合奖中获得“电视电影十年·观众最喜爱的喜剧类电视电影男演员”奖。
- 2011年获得第13届中国电影表演艺术学会金凤凰奖学会奖。